# Palo Blanco, Ayotlán
Palo Blanco är en ort i Mexiko.   Den ligger i kommunen Ayotlán och delstaten Jalisco, i den centrala delen av landet, 400 km väster om huvudstaden Mexico City. Palo Blanco ligger 1 644 meter över havet och antalet invånare är 116.
Terrängen runt Palo Blanco är lite kuperad. Runt Palo Blanco är det ganska tätbefolkat, med 70 invånare per kvadratkilometer. Närmaste större samhälle är Yurécuaro, 16,3 km söder om Palo Blanco. I omgivningarna runt Palo Blanco växer huvudsakligen savannskog.